# Healed by Metal
Healed by Metal è il diciottesimo album in studio del gruppo musicale power metal tedesco Grave Digger, pubblicato nel 2017 dalla Napalm Records.

## Tracce
1. Healed by Metal – 3:43
2. When the Night Falls – 3:54
3. Lawbreaker – 3:05
4. Free Forever – 3:21
5. Call for War – 3:19
6. Ten Commandments of Metal – 3:25
7. The Hangman's Eye – 3:05
8. Kill Ritual – 3:41
9. Hallelujah – 3:28
10. Laughing with the Dead – 5:15

### Tracce bonus
1. Kingdom of the Night – 4:05
2. Bucket List – 3:02
3. Brave, Young & Innocent – 4:20 – solo nell'edizione giapponese

## Formazione
- Chris Boltendahl - voce
- Axel "Ironfinger" Ritt - chitarra
- Jens Becker - basso
- Stefan Arnold - batteria
- Marcus Kniep - tastiere